# Gillian Welch
Gillian Welch (Nueva York, 2 de octubre de 1967) es una cantautora estadounidense. Actúa con su socio musical, el guitarrista David Rawlings. Su estilo musical es sobrio y oscuro, combina elementos de Appalachian music, bluegrass y americana, es descrito por The New Yorker como "innovador y reminiscente de formas rurales pasadas".
Welch y Rawlings han publicado cinco álbumes aclamados por la crítica bajo el nombre Gillian Welch y dos bajo el nombre The Dave Rawlings Machine. Su álbum de debut de 1996, Revival, y Time (The Revelator) de 2001, recibieron nominaciones para el Grammy al mejor álbum de folk contemporáneo. Su álbum Soul Journey, de 2003, introduce guitarra eléctrica y batería. Después de un vacío de ocho años, publicaron su quinto álbum de estudio, The Harrow & The Harvest, en 2011, el cual fue también nominado para un Grammy como mejor álbum de folk contemporáneo.
Welch fue productora asociada y actuó en dos canciones de la banda sonora de O Brother, Where Art Thou?, un álbum de platino que ganó el Grammy al álbum del año en 2002. Welch ha colaborado y grabado con músicos señalados como Alison Krauss, Ryan Adams, Jay Farrar, Emmylou Harris, The Decemberists y Ani DiFranco.

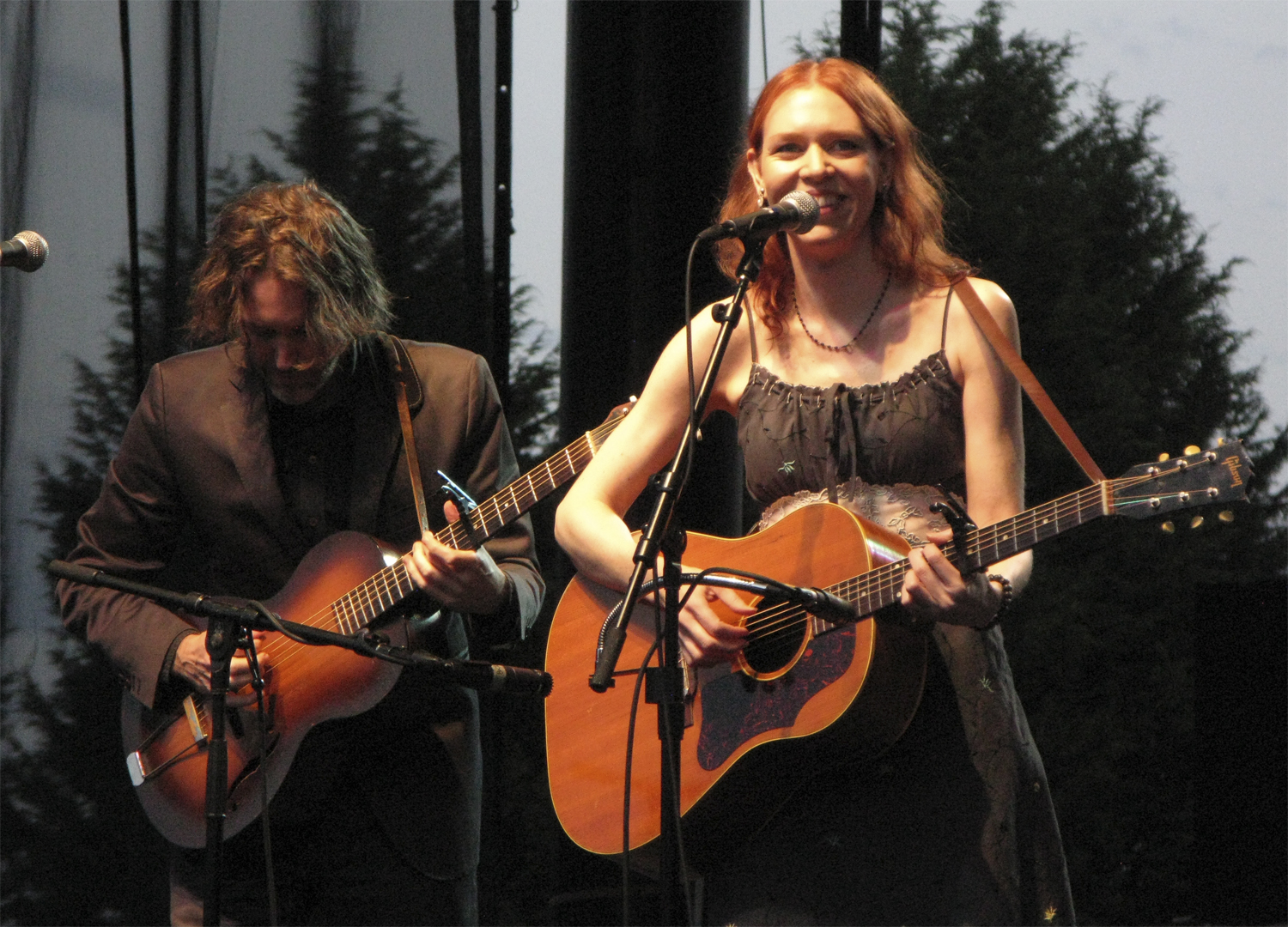
Rawlings y Welch actuando en Seattle en 2009.

## Orígenes
Gillian Howard Welch nació el 2 de octubre de 1967 en la ciudad de Nueva York y fue adoptada por Ken y Mitzie Welch, artistas musicales.
De joven, Welch fue introducida en la música folk de cantantes como Bob Dylan, Woody Guthrie, y la Carter Family.
Cuándo era estudiante en la Universidad de California, Santa Cruz, Welch tocó el bajo y la batería en algunas bandas.
Después de graduarse en UC Santa Cruz con un grado en fotografía, Welch asistió el Berklee College of Music en Boston, donde se especializó en composición de canciones.  Durante sus dos años de estudiante en Berklee, Welch ganó confianza como intérprete. Welch conoció a su socio musical David Rawlings en una audición en Berklee.

## Carrera
Al acabar la universidad en 1992, Welch se traslada a Nashville, Tennessee.  Recuerda que "miraba en mi colección de discos y veía que toda la música que me encantaba había sido hecha en Nashville —Bill Monroe, Dylan, Neil Young— así que me fui allí. No pensaba que fuera treinta años demasiado tarde". Rawlings pronto la siguió. En Nashville, después de cantar "Largo Velo Negro", se dio cuenta de que sus voces armonizaron bien y empezaron a actuar como dúo. Nunca consideraron utilizar un nombre artístico, así que el dúo era sencillamente anunciado como "Gillian Welch".  Un año después de llegar a Nashville, Welch encontró una mánager, Denise Stiff, quien ya dirigía a Alison Krauss. Finalmente firmaron un contrato de registro con Almo Sounds. Después de una actuación en el Station Inn, el productor T-Bone Burnett expresó interés en grabar un álbum. Burnett no quiso perturbar la preferencia de Welch y Rawlings  para con una instrumentación mínima y Welch agradeció tomarlo como productor.

### Revival

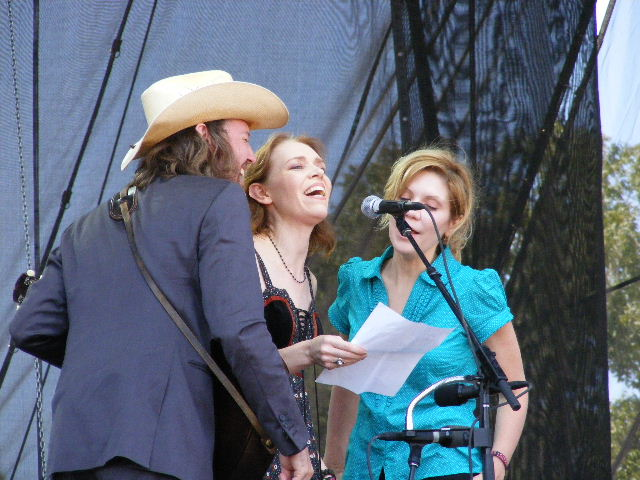
David Rawlings, Gillian Welch y Alison Krauss actuando en el 2008 Austin City Limits Festival

Para las sesiones de registro de Revival, Burnett quiso recapturar el sonido de Welch en vivo. Welch recordó, "Aquella primera semana fue realmente intensa. Estábamos solo T-Bone, el ingeniero, Dave y yo. Conseguíamos estar dentro de nuestro pequeño mundo. Había una distancia muy pequeña entre nuestro canto y lo que tocábamos. El sonido era muy inmediato. Era tan ligero y pequeño." Más tarde, grabaron muchas más canciones y tocaron con un grupo expandido de músicos; el guitarrista James Burton, el bajista Roy Huskey, Jr., y los baterías Jim Keltner, y Buddy Harman.
El álbum fue publicado en abril de 1996 con críticas positivas. Mark Deming de Allmusic lo llamó un "debut magnífico" y escribió, "Las deudas con los artistas del pasado son obvias y claramente reconocibles, pero hay una madurez, inteligencia, y cuidado por el detalle en sus canciones que no esperarías de alguien que esté actualizando sencillamente a la Carter Family." Bill Friskics-Warren de No Depresión alabó el álbum como "evocaciones austeras de cultura rural". Ann Power de Rolling Stone criticó a Welch por no cantar sus propias experiencias y "fabricar emoción."  Revival fue nominado para el 1997 Grammy a Mejor Folk Álbum, pero perdió ante el álbum de Bruce Springsteen  El Fantasma de Tom Joad.

### Hell Among The Yearlings

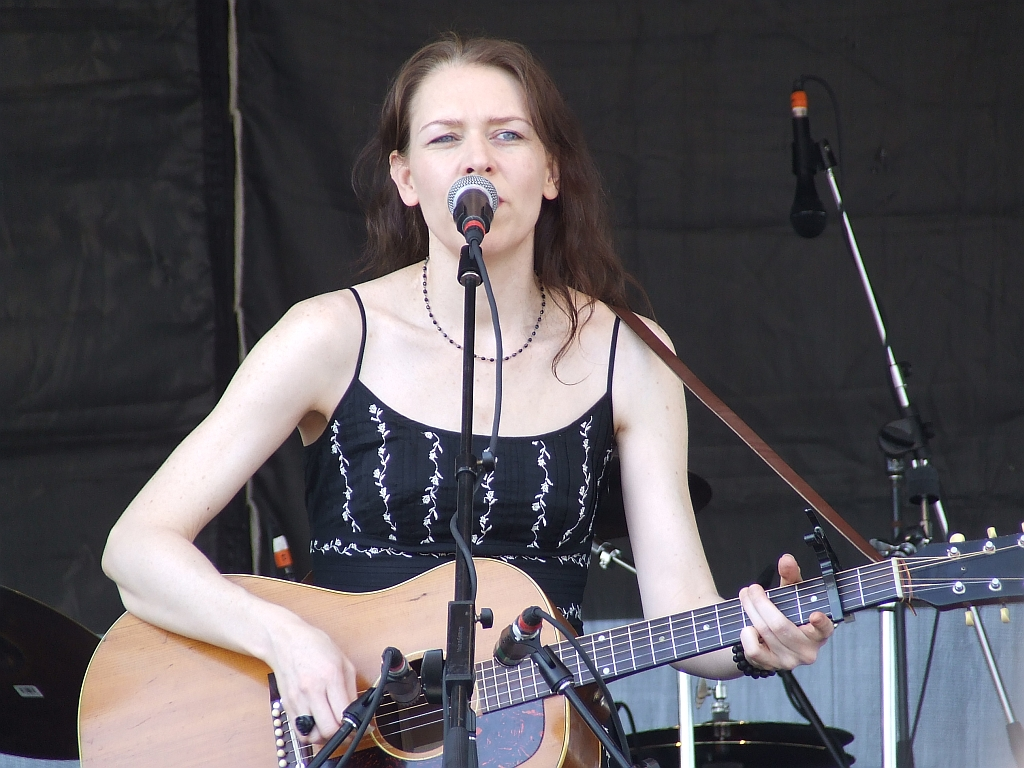
Gillian Welch actuando en el 2007 Festival de Jazz de Nueva Orleans

El dúo continuó en 1998 en Hell Among The Yearlings con sus temas secos y oscuros; el asunto de las canciones varía de una mujer de carácter que mata un violador a un accidente minero, un asesinato, y una oda a la morfina antes de la muerte. Como Revival presenta un estilo despojado, centrado en las voces y guitarras de Rawlings y Welch .
El álbum también recibió críticas favorables. Robert Wilonsky del Observador de Dallas observó que Welch "habita su papel tan completamente que la ficción que separa el tema y la audiencia desaparece".  Thom Owens (Allmusic) declaró que el álbum  es "un exhaustivamente satisfactorio segundo álbum" y prueba que su debut no fue una casualidad.

### O Brother, Where Art Thou?
Welch cantó dos canciones y actuó como productora asociada para la banda sonora producida por Burnett en el 2000 para la película del mismo nombre.  Comparte vocales con Alison Krauss en una versión de la canción gospel " Volaré Fuera." Dave Mckenna del Washington Post alabó su versión.  Burnett y Welch escribieron versos adicionales para la canción "Didn't Leave Nobody but the Baby," cantada por Welch, Emmylou Harris, y Krauss. La canción es un elaboración de una tonada tradicional del Mississipi descubierta por Alan Lomax, y fue nominada para el 2002 Grammy a la Mejor Colaboración de Vocalistas.  El álbum de platino de la banda sonora ganó el 2002 Grammy a Álbum del Año. El éxito sorpresa de la banda sonora dio un impulso a su carrera. Welch También hizo un cameo en la película.

### Time (The Revelator)
Cuándo el Grupo de Música Universal adquirió Almo Sounds, Welch comenzó con su propio sello independiente, Acony Records (nombrado así por Acony Bell, tema de la canción de aquel nombre en Revival).  Rawlings produjo la primera publicación en el nuevo sello en 2001, Time (The Revelator). Todas las canciones menos una del álbum se gravaron en el histórico RCA Estudio B en Nashville.  " Quiero Cantar Aquel Rock and Roll" fue grabado en vivo en el Ryman Auditorio en las sesiones de registro para la película del concierto Down from the Mountain. 
Welch ha dicho que el álbum trata sobre historia americana, rock 'n' roll, y country.  Hay canciones sobre el asesinato de Abraham Lincoln, el desastre del Titánic, John Henry, y Elvis Presley. Time continúa con el gusto de Welch y Rawlings por el estilo de arreglos dulces y escasos. 
Time (The Revelator) recibió un elogio crítico extenso, la mayoría centrado en la evolución de las letras de las baladas. Para Michael Shannon Friedman de La Gaceta de Charlestón, "Para Welch,  alma penetrante, la corchea siempre ha sido un tesoro"  Los críticos comparan la última pista, de 15 minutos " Sueño una Carretera", con los clásicos de Bob Dylan y Neil Young.  El álbum estuvo nominado para el 2002 Grammy a Mejor Folk Álbum, pero perdió ante Love and Theft de Bob Dylan.

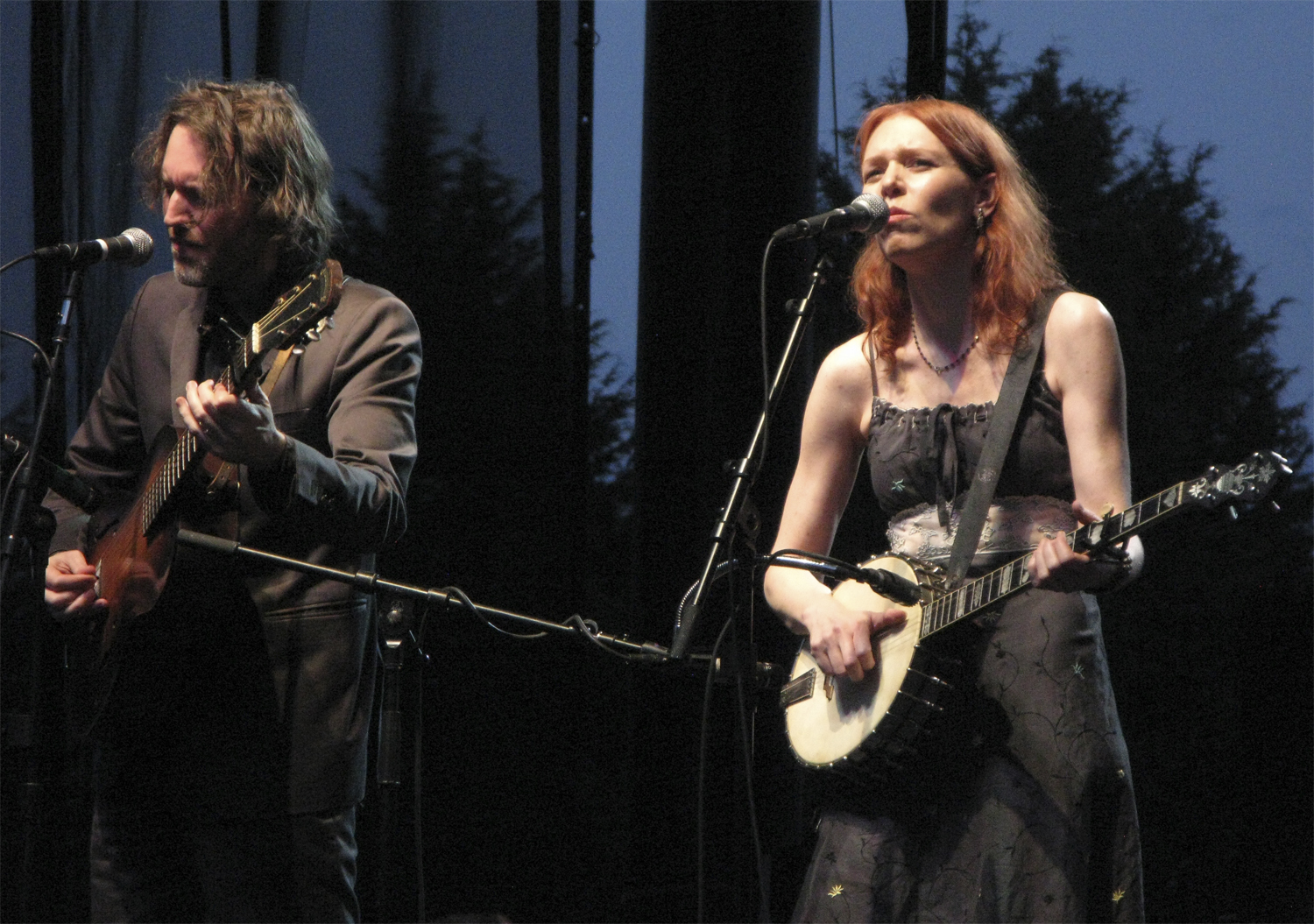
Gillian Welch tocando el banjo en una actuación con David Rawlings

The Revelator Collection DVD fue publicado en 2002. Presenta vídeos de canciones de Time y algunas versiones. Las imágenes de concierto fueron filmadas en 2001 y los vídeos de música incluyen a Welch y Rawlings actuando en tres canciones en RCA Estudio B.

### Soul Journey
Welch y Rawlings exploraron territorio nuevo en 2003 con la publicación de Soul Journey. Welch dijo: " quise hacer un disco más feliz. Pensé que podría ser lo que se escucha mientras estás conduciendo en la carretera en un día de verano soleado."  Rawlings de nuevo produjo este disco. El álbum también reflejó un cambio en la instrumentación típicamente escasa: Welch y Rawlings introdujeron un dobro, violín, batería y bajo eléctrico.
En tres canciones de Soul Journey, por primera vez Welch y Rawlings grabaron sus versiones propias de canciones tradicionales folk.  En las composiciones originales de Welch las letras son más autobiográficas que álbumes anteriores.
El álbum recibió críticas diversas. En Allmusic Zac Johnson escribió que era "demasiado casual", pero lo llamó un  "maravilloso, álbum de porche, lleno de tragos de whiskey y agradables sonrisas".  Barney Hoskyns de Uncut lo comparó al disco de Bob Dylan y The Band Las Cintas del Sótano. Will Hermes de Entertainment Weekly escribió que Welch nunca "ha sonado más profunda, más real o más sexy."

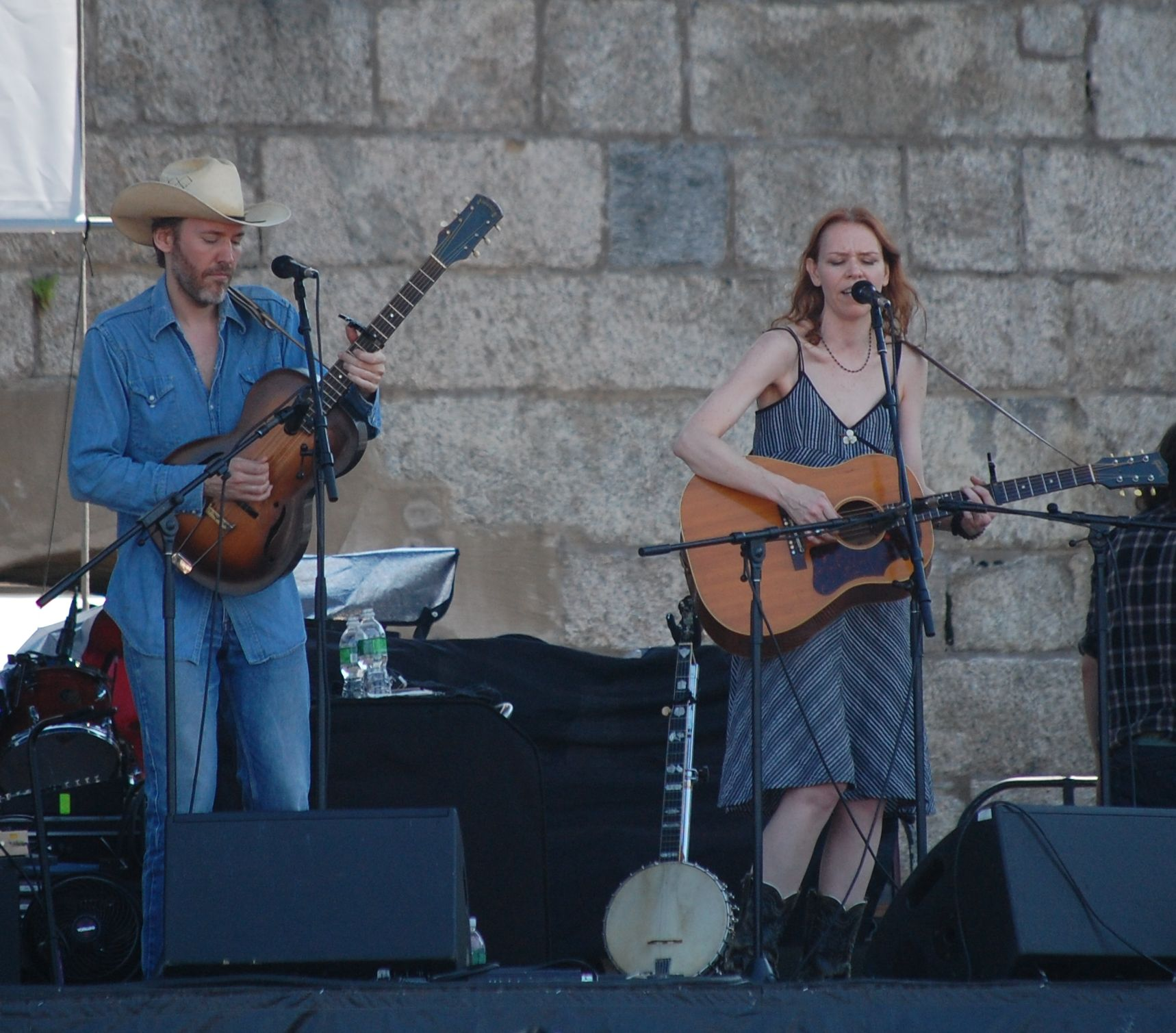
David Rawlings y Gillian Welch actuando en el Newport Folk Festival en 2009.

### Dave Rawlings Machine.
Welch y Rawlings continúan su sociedad en la banda Dave Rawlings Machine.  Welch coescribió cinco de las canciones con Rawlings, tocó la guitarra e hizo las armonías vocals.   Andy Gill del Independent descrivió el álbum de debut A Friend of a Friend como "semejante a uno de los  álbumes de Welch, pero con el equilibrio de sus armonías pensado para favorecer la voz de Rawlings".
El 18 de septiembre de 2015, el dúo publicó su segundo álbum bajo el título de la banda Dave Rawlings Machine, Nashville Obsolete. La banda incluye Willie Watson, Paul Kowert, Brittany Haas, y ocasionalmente incluye Jordan Tice.

### The Harrow & The Harvest
En 2007 en El Guardián, el crítico John Harris expresó su frustración porque no había habido una publicación de Gillian Welch en cuatro años.  En 2009, Rawlings dijo que estaban grabando con Gillian para el próximo álbum de Welch, pero no dio una fecha de publicación.
The Harrow & The Harvest fue publicado el 28 de junio de 2011.  Welch atribuyó el largo periodo de tiempo entre publicaciones a su insatisfacción con las canciones que escribían.
El álbum recibió elogios de publicaciones como Los Ángeles Times, Uncut, y Rolling Stone.  Thom Jurek de Allmusic escribió que el álbum "me deja anonadado por su intimidad, su carencia de artificio de estudio, su calor...".

## Estilo musical

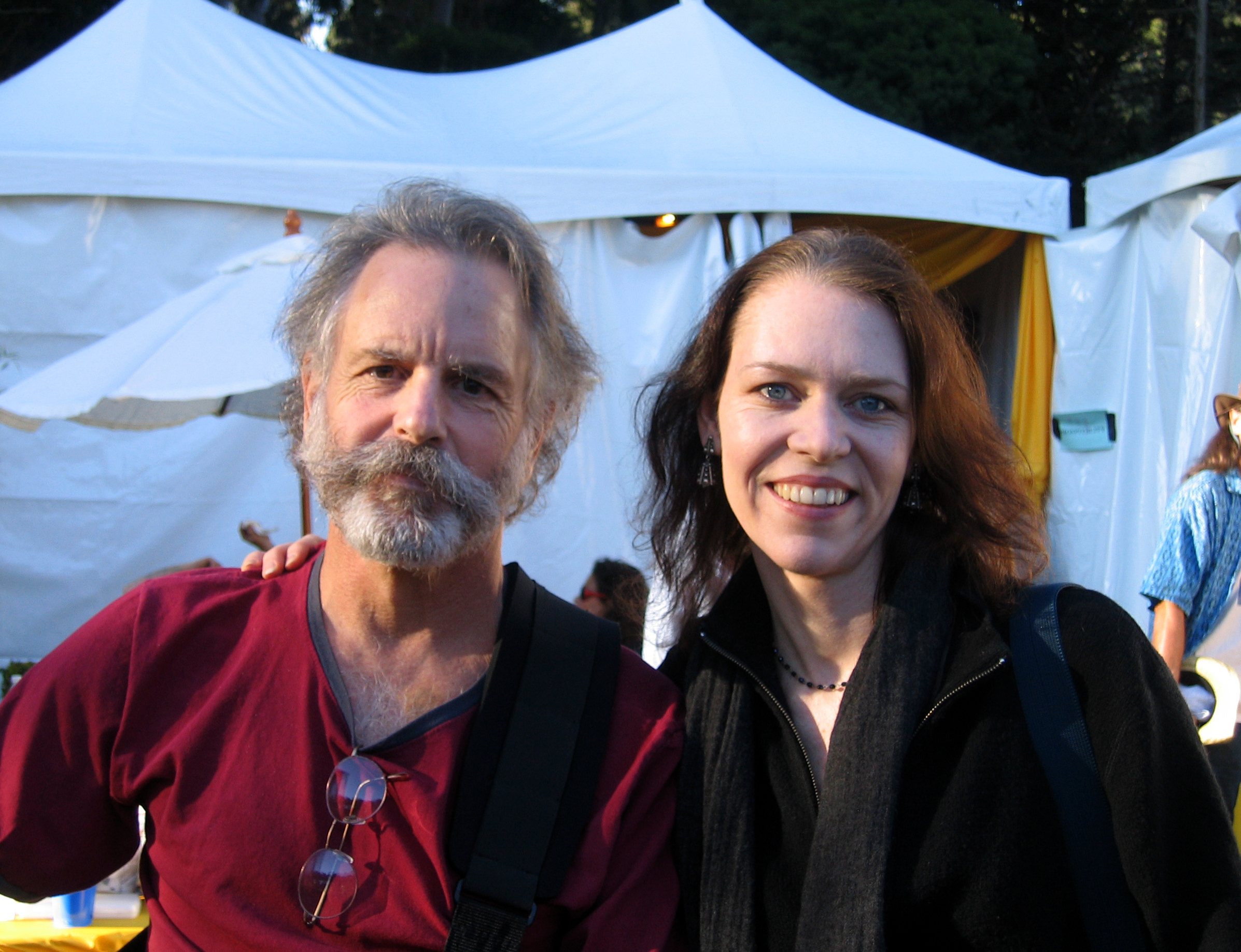
Bob Weir del Grateful Dead y Gillian Welch

Welch y Rawlings incorporan elementos de la música de principios del siglo XX como el country clásico, el gospel y el tradicional bluegrass con elementos modernos de rhythm and blues, rock 'n' roll y jazz.
La instrumentación en sus canciones es normalmente un arreglo sencillo, con Welch y Rawlings acompañando sus propios vocales con guitarras acústicas, banjos, o una mandolina.  Welch toca la guitarra rítmica en una 1956 Gibson J-50 o el banjo, mientras Rawlings toca la guitarra solista en una 1935 Epiphone Olímpic Guitar. En New Yorker  Wilkinson describió a Rawlings como "guitarrista ingenioso" quién toca solos haciendo osados saltos melódicos".

### Temas

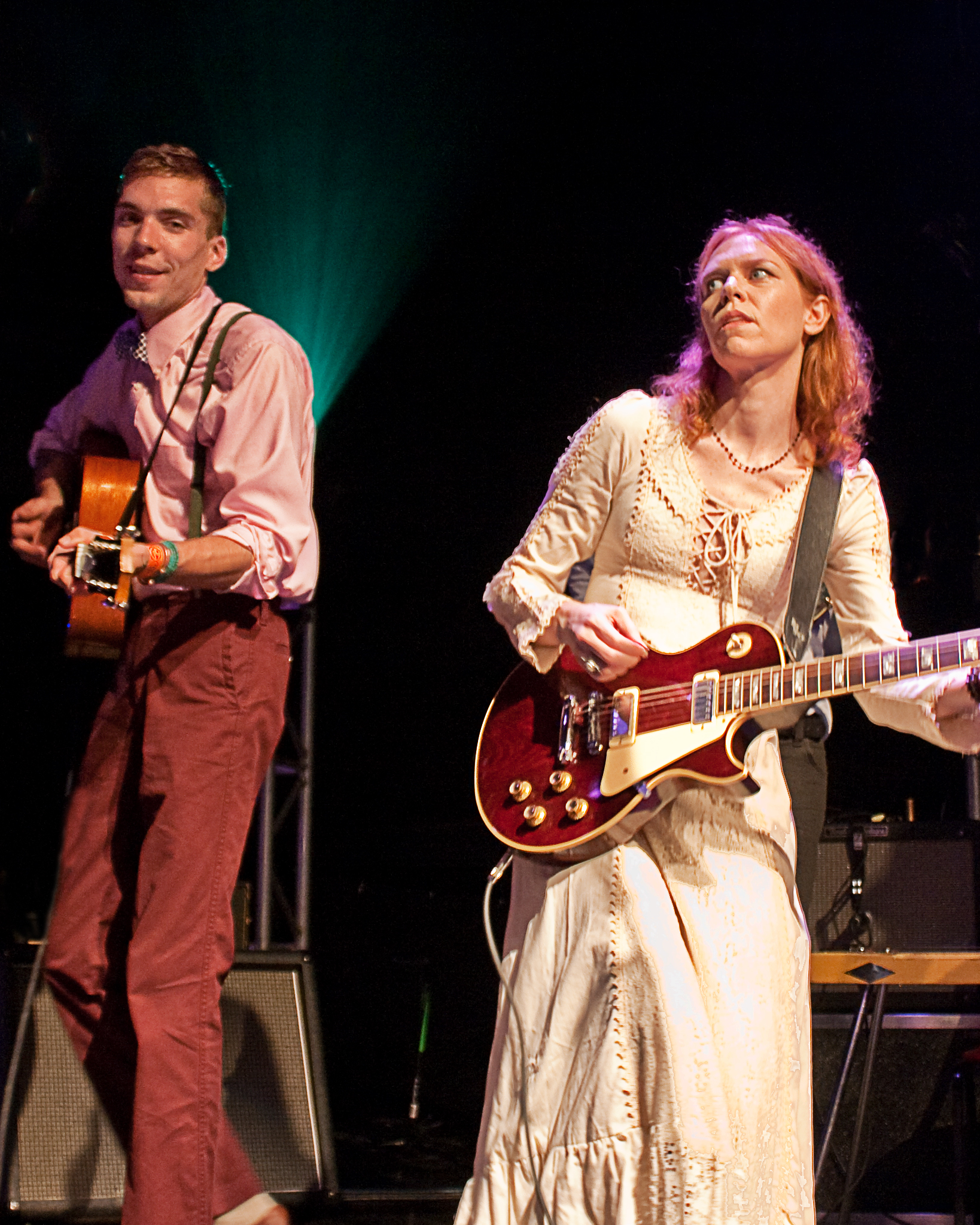
Justin Townes Earle & Gillian Welch actuando en 2009

Muchas de las canciones tocadas por Welch y Rawlings contienen temas oscuros sobre inadaptados luchando contra elementos como la pobreza, drogadicción, muerte, la desconexión de su familia, y un Dios ausente. A pesar de que Welch es la cantante líder, muchos de estos caracteres son masculinos.  Welch ha comentado al respecto, "para ser comercial, todo el mundo quiere canciones de amor feliz. La gente viene a preguntarme, ' no tienes  canciones de amor felices?' Bien, de hecho, yo no. Tengo canciones sobre huérfanos y adictos a la morfina." Para reflejar estos temas, Welch y Rawlings a menudo emplean un ritmo lento en sus canciones.  Cowperthwait de Rolling Stone observó que sus canciones "pueden llevarte a un estado cercano a la hipnosis".

### Recepción
Welch ha recibido un amplio elogio crítico. Geoffrey Himes del Washington Post describió Welch como "una de las cantautoras más interesantes de su generación". En 2007 un artículo en The Guardian por John Harris llamó Welch "uno de los talentos más grandes de la década".

Cuándo salieron sus primeros dos álbumes, los críticos cuestionaron la autenticidad de su música, como radicada en California del sur, pero tocando canciones Appalachian.  El crítico de música Mark Kemp defendió a Welch en un artículo de The New York Times:
El primer protagonista de la canción de la señora Welch ("Caleb Meyer") puede ser una chica joven de un tiempo y sitio que la señora Welch nunca podrá entender, pero los sentimientos que la cantante expresa respecto a la violación, y el respeto que muestra para el género musical escogido, es totalmente auténtico. Así mismo,  no importa si la señora Welch ha nunca anduvo por las calles de "las ciudades de polvo negras del este de Tennessee" tal cuál canta en "El refrán del minero" porque los sentimientos que expresa respecto a los hombres que han trabajado en minas de carbón, con esperanzas vanas de una vida mejor, llegan fuertes y claros. 
El 16 de septiembre de 2015 el dúo obtuvo el Lifetime Achievement Award for Songwriting por el Americana Music Association.

### Influencias y colaboraciones
Welch ha grabado canciones con una variedad de artistas notables, incluyendo Ryan Adams, Ani DiFranco, Emmylou Harris, Jay Farrar, Alison Krauss, Robyn Hitchcock, Steve Earle, Ralph Stanley, El Decemberists, Solomon Burke y Mark Knopfler.
Algunos de los artistas que tienen grabadas canciones escritas por Welch  pueden  incluir a Jimmy Buffett, Alison Krauss, Trisha Yearwood, Joan Baez, Allison Moorer, Emmylou Harris, Miranda Lambert, Kathy Mattea y ZZ Top.

### Actuaciones
Welch y Rawlings han tocado en muchos festivales de música, incluyendo el Newport Folk Festival, Coachella Festival, El Telluride Bluegrass Festival, El Cambridge Folk Festival, MerleFest, El Festival de Austin City Limits, y Farm Aid.  Han visitado América del Norte extensamente, y ha tocado en Europa, Australia, y Nueva Zelanda. Las críticas de concierto han alabado la química entre Welch y Rawlings en ruta.
The Dave Rawlings Machine ha visitado América del Norte, con la banda originalmente compuesta de Rawlings, Welch y tres miembros de Old Crow Medicine Show. La banda está actualmente compuesta de Rawlings, Welch, Wilie Watson, Paul Kowart, y Brittany Haas.  Welch y Rawlings también participan en giras de grupo con músicos notables.  En 2004,  eran parte de la Sweet Harmony Traveling Revue, una gira de tres semanas con Patty Griffin, Buddy Miller y Emmylou Harris.  En 2009, The Dave Rawlings Machine se unió a Old Crow Medicine Show, Felice Brothers y Justin Townes Earle para el Big Surprise Tour una gira por EE. UU.

## Discografía
- 1996 – Revival.' Almo Sounds
- 1998 – Hell Among the Yearlings Acony Records
- 2001 – Time (The Revelator) Acony Records
- 2003 – Soul Journey. Acony Records
- 2009 – A Friend of a Friend (as Dave Rawlings Machine). Acony Records
- 2011 – The Harrow & The Harvest. Acony Records
- 2015 – Nashville Obsolete (as Dave Rawlings Machine). Acony Records
- 2024 - Woodland